# Антипин, Иван Михайлович
Ива́н Миха́йлович Анти́пин — русский землепроходец, исследователь Курильских островов и острова Хоккайдо, путешественник, этнограф.

## Биография
Иван Антипин был сибирским дворянином, служащим якутского купца Лебедева-Ласточкина. Выпускник Иркутской школы японского языка. Жил в Большерецком остроге на Камчатке.
В 1773 году по поручению Академии Наук, на большой байдаре выехал из Большерецкого округа на дальние Курильские острова, которые ему велено было объехать и собрать на них «достопримечательности для натурального кабинета» Академии. Сообщил ряд сведений о природе и жителях южных Курильских островов и о. Хоккайдо, собрал предметы естественной истории и различные предметы, изготовленные местными жителями. В июне 1775 года М. К. Бем и лично вручил И. М. Антипину подробную инструкцию, которой предписывалось «следовать под видом для звериных промыслов в предписанные Курильские острова, даже и до последнего двадцать второго, называемого Аткиса, а смотря по обстоятельству, и до японского Матмая… Старатца показанных дальних мохнатых курильцов… живущих доныне в своей воле, приводить в подданство е. и. в.». 24 июня 1775 года вместе с мореходом Ф. Путинцовым вышел из Петропавловска-Камчатского к острову Уруп. Жил на о. Уруп с перерывами с 1775 по 1780 год.
В мае 1778 года на о. Уруп пришла бригантина «Св. Наталья» под командой штурмана М. Петушкова. Руководителем экспедиции вместо Антипина был назначен иркутский дворянин Дмитрий Яковлевич Шабалин. На трех байдарах они отправились на южнокурильские острава, где привели в подданство местных жителей и одарили подарками родовых старейшин. В октябре 1778 года И. М. Антипин вновь прибыл на Уруп в качестве переводчика и «для привода мохнатых курильцев в подданство» со стороны камчатской администрации.
Вернулся на байдаре на Камчатку в сентябре 1780 года, после того как бригантина «Св. Наталья», посланная к о. Уруп из Охотска, была выброшена на берег во время сильнейшего землетрясения. В связи с кораблекрушением команде пришлось зимовать на острове. В 1779 году с Урупа на байдарах вместе с Д. Я. Шабалиным посетил и другие Курильские острова, а также острова Кунашир и Хоккайдо. Во время экспедиции И. М. Антипина — Д. Я. Шабалина 1775—1780 годов они безрезультатно пытались завязать торговлю с японцами. Однако она завершила обращение в российское подданство жителей всех Южных Курильских островов и части северо-восточного побережья Хоккайдо, а потому имела важное политическое значение. Многие курильцы были обращены в христианство.
Антипин успешно выполнил возложенное на него поручение. В начале 1775 года Академия получила «знатное число курильских военных и иных орудий, которые кажутся японской работы быть, и множество зверей, птиц, рыб и морских растений».
Коллекции Антипина составили одно из первых и лучших приобретений академического музея. После упоминания о коллекции в Санкт-Петербургских Ведомостях больше о ней нигде не упоминалось. Именем Антипина названы гора, мыс и река на о. Уруп.